# Gobernador de Yaracuy

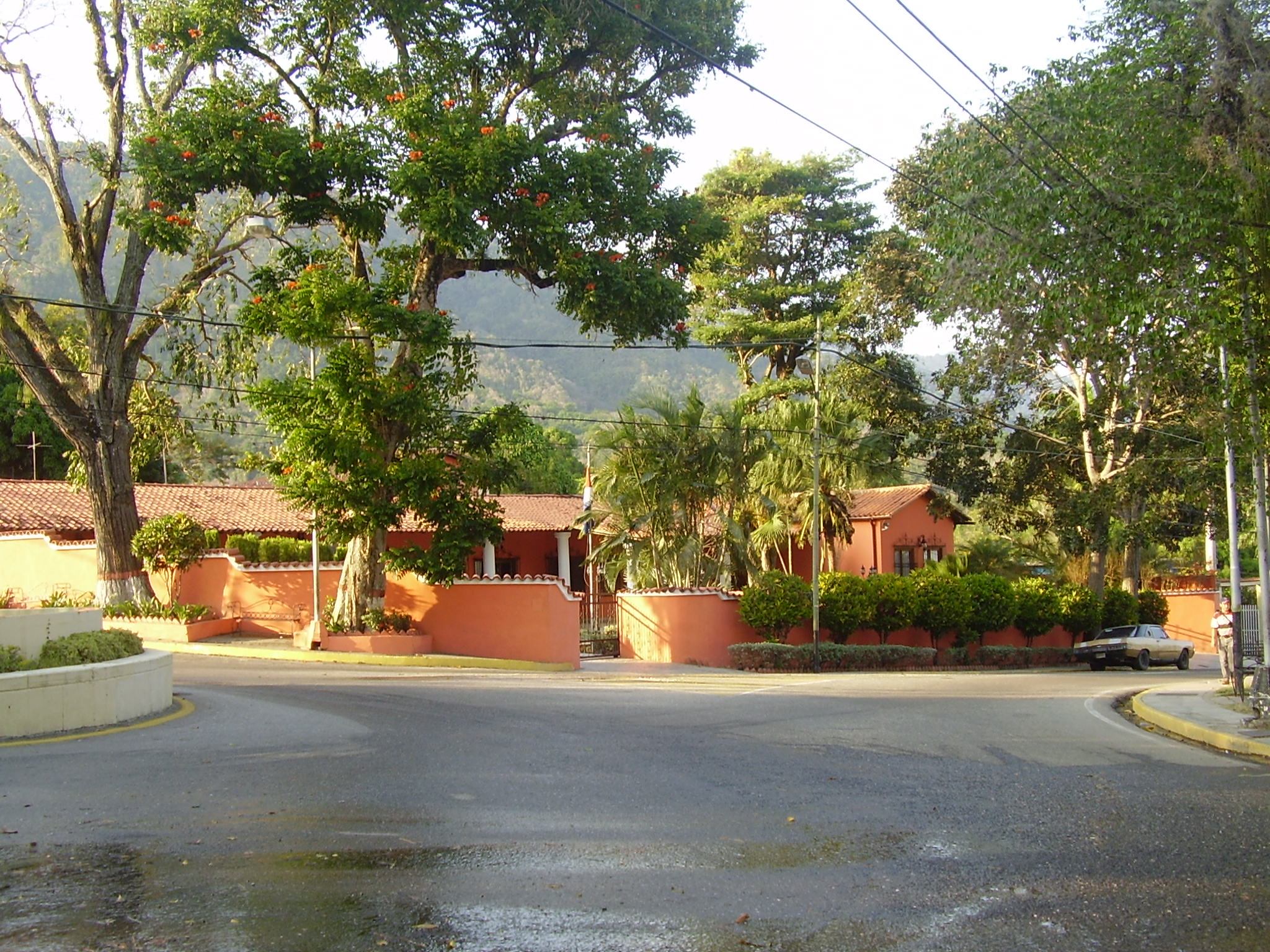
Residencia oficial del gobernador de Yaracuy.

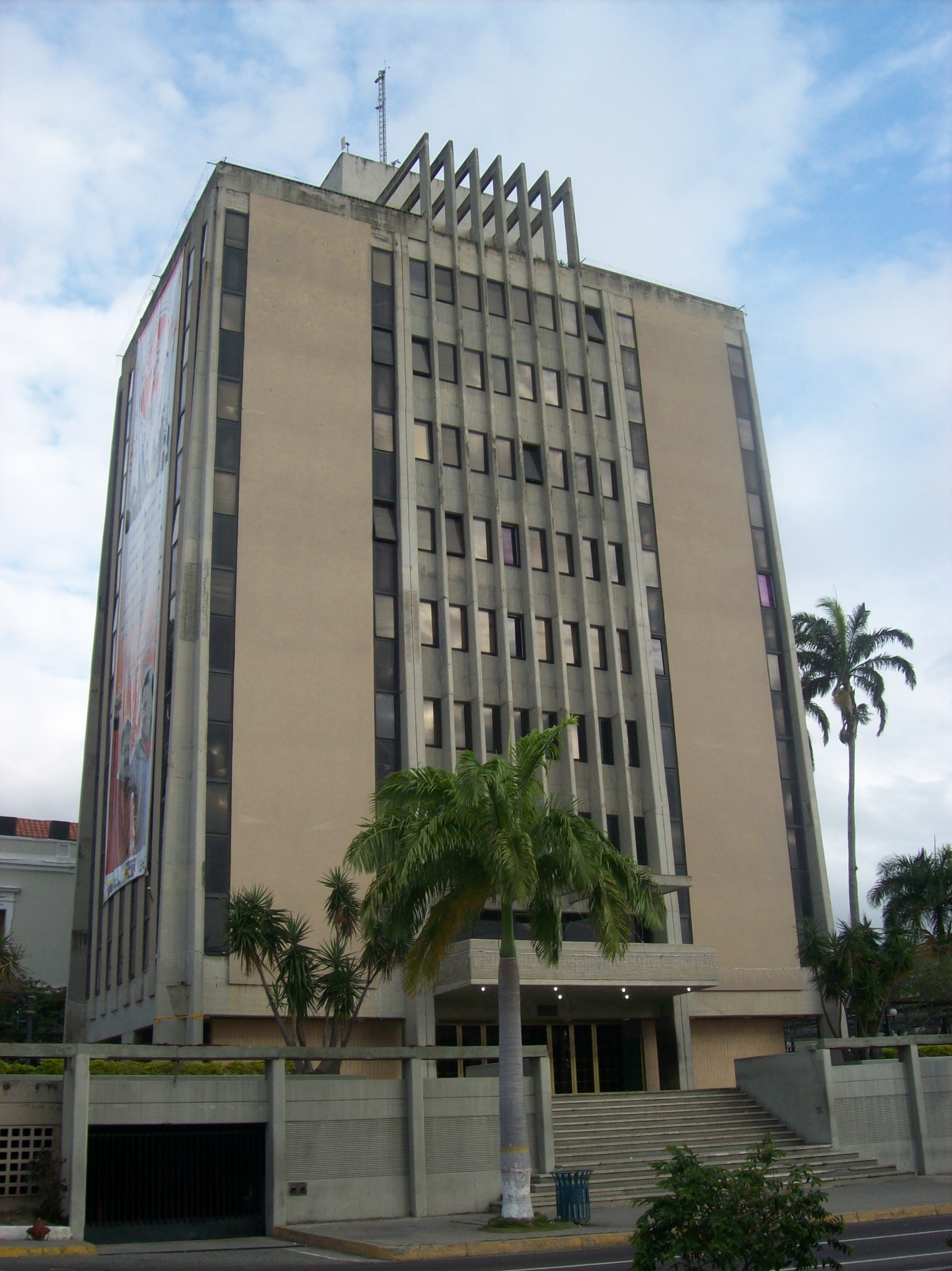
Edificio administrativo del gobierno de Yaracuy.

El gobernador del estado Yaracuy es el jefe del ejecutivo de ese estado centro-occidental venezolano. Según el artículo 160 de la Constitución de Venezuela de 1999, el gobernador debe ser "venezolano o venezolana, mayor de veinticinco años y de estado seglar". Es elegido por cuatro años por mayoría simple y puede ser reelegido. Antes de la promulgación de dicha Constitución la edad mínima era de treinta años.
Hasta la reforma política ocurrida en el año 1989, los gobernadores de los estados venezolanos fueron designados por el Presidente de la República. Ese año, el primer gobernador electo por votación popular en el Estado Yaracuy fue Nelson Suárez Montiel, apoyado por el socialcristiano COPEI y el izquierdista MAS.
Se encarga de dirigir la acción del gobierno y es responsable ante el Consejo Legislativo del Estado, al que debe rendir cuentas anualmente, Debe hacer cumplir la Constitución Nacional y la del Estado Yaracuy, y las leyes nacionales y estadales, debe además nombrar un grupo o gabinete de secretarios de su confianza y un secretario general de Gobierno, que lo sustituye en caso de faltas temporales.
La sede de la Gobernación del Estado Yaracuy se encuentra ubicada en la ciudad de San Felipe.
En el año 1995 con el apoyo del presidente Rafael Caldera, es electo gobernador Eduardo Lapi de Convergencia, quien sería reelecto en el año 1998, y en el 2000, pero en 2004 fue derrotado por el oficialista Carlos Giménez, en 2006 Lapi es detenido siendo acusado por el Ministerio Público por supuestos hechos de corrupción, que el denunció como una persecución política, posteriormente en 2007 se iría del país solicitando asilo al Perú, en 2008 intento parciticipar en las elecciones regionales, pero el tribunal supremo negó esa posibilidad al no encontrarse el residenciado en el país.
En 2008 Carlos Giménez de Podemos (y a partir de 2007 del PSUV) quien había sido elegido gobernador en 2004 en sustitución de Lapi, fue acusado por la Fiscalía General por supuestos hechos de corrupción, se solicitó un antejuicio de mérito por el alto cargo ocupado por el acusado, que fue admitido por el Tribunal Supremo de Justicia, quien lo destituyó como gobernador, y ordenó al Consejo Legislativo del Estado Yaracuy nombrar un gobernador temporal hasta la celebración de nuevas elecciones a finales de 2008, siendo designado Alex Sánchez como gobernador encargado.
El gobierno estuvo encabezado por Julio César León Heredia, quien fuera electo con el apoyo del partido oficialista PSUV para el periodo 2008-2012 y reelecto en tres ocasiones más 2012-2017, 2017-2021, 2021-2025. Entre 11 de febrero y el 5 de junio del 2025 estuvo encabezado interinamente por Juan Torrealba en su calidad de secretario de gobierno luego de la renuncia de León Heredia.
Desde el 5 de junio del 2025, el gobierno regional es liderado por Leonardo Intoci que fue elegido en la Eleccion regional de 2025. Que se convierte en el gobernador más joven del estado con 38 años de edad.

## Electos
| N.º  | N.º             | Gobernador            | Período     | Partido | Elección | % de votos                                  | Notas                                                                                            |
| ---- | --------------- | --------------------- | ----------- | ------- | -------- | ------------------------------------------- | ------------------------------------------------------------------------------------------------ |
|      | 1.              | Nelson Suárez Montiel | 1990 — 1996 |         | 1989     | 42,83                                       | Primer gobernador bajo elecciones directas. Reelecto para otro período consecutivo.              |
| 1992 | 1.              | Nelson Suárez Montiel | 1990 — 1996 | 66,43   |          |                                             | Primer gobernador bajo elecciones directas. Reelecto para otro período consecutivo.              |
|      | 2.              | Eduardo Lapi          | 1996 — 2004 |         | 1995     | 45,77                                       | En el año 2000 se realizaron elecciones adelantadas por la aprobación de una nueva constitución. |
| 1998 | 2.              | Eduardo Lapi          | 1996 — 2004 | 56,00   |          |                                             | En el año 2000 se realizaron elecciones adelantadas por la aprobación de una nueva constitución. |
| 2000 | 2.              | Eduardo Lapi          | 1996 — 2004 | 51,32   |          |                                             | En el año 2000 se realizaron elecciones adelantadas por la aprobación de una nueva constitución. |
|      | 3.              | Carlos Giménez        | 2004 — 2007 |         | 2004     | 50,73                                       | Destituido por hechos de corrupción en su mandato.                                               |
|      | -               | Alex Sánchez          | 2007 — 2008 |         | -        | -                                           | Gobernador interino.                                                                             |
|      | 4.              | Julio León Heredia    | 2008 — 2025 |         | 2008     | 57,83                                       | Renunció, tras ser designado como ministro de agricultura                                        |
| 2012 | 4.              | Julio León Heredia    | 2008 — 2025 | 61,48   |          |                                             | Renunció, tras ser designado como ministro de agricultura                                        |
| 2017 | 4.              | Julio León Heredia    | 2008 — 2025 | 62,13   |          |                                             | Renunció, tras ser designado como ministro de agricultura                                        |
| 2021 | 4.              | Julio León Heredia    | 2008 — 2025 | 46,65   |          |                                             | Renunció, tras ser designado como ministro de agricultura                                        |
| -    | Juan Torrealba  | 2025 - 2025           |             | -       | -        | Gobernador encargado.                       |                                                                                                  |
| 5.   | Leonardo Intoci | 2025-2029             |             | 2025    | 89.83 %  | Gobernador más Joven del estado con 38 años |                                                                                                  |